# Шелухин, Григорий Григорьевич
Шелухин, Григорий Григорьевич — заведующий кафедрой ЛВМИ-БГТУ (1949—1981) и заместитель директора ЛВМИ (1949—1959). Крупный учёный в области теории и проектирования ракетных двигателей. Заслуженный деятель науки и техники РСФСР (1981), профессор (1964), доктор технических наук (1963).

## Биография
Родился в городе Махачкала в семье учителя. После окончания семилетней школы (1931) работу слесаря совмещал с учёбой в Дагестанском индустриальном политехникуме, который окончил в 1933, послупил в ЛЭТИ, перевёлся в ЛВМИ (1934), который окончил в 1939 с отличием, был оставлен для обучения в аспирантуре. В марте 1941 решением ЦК КПСС был направлен на работу в Наркомат Госконтроля СССР, с июля 1941 — на фронтах Великой Отечественной войны. После демобилизации в 1946 вновь в ЛВМИ, завершает кандидатскую диссертацию, работает на преподавательских и административных должностях. С 1981 — профессор кафедры.
Г. Г. Шелухин — один из организаторов и первый декан (1946—1949) первого в СССР инженерного факультета реактивного вооружения — факультета авиа- и ракетостроения «А». В 1949 году основал кафедру ракетных двигателей на твёрдом топливе, которой бессменно заведовал 32 года. По актуальным проблемам теории и проектирования РДТТ была создана госбюджетная научная лаборатория (1959), преобразованная затем в проблемную (1974). На её базе сформировалась научная школа горения металлического горючего в составе энергонасыщенных материалов. Под руководством Г. Г. Шелухина проводились новаторские проектно-конструкторские разработки и тонкие экспериментальные исследования. Был создан и испытан экспериментальный образец двигателя с порционной подачей топлива в камеру сгорания, переданы в промышленность образцы эффективной теплозащиты. Были проведены пионерские экспериментальные исследования процессов горения твёрдых ракетных топлив, основанные, главным образом, на использовании оптических методов со скоростной кинорегистрацией. В результате были предложены физические методы регулирования скорости горения топлив, нашедшие практическое применение. На кафедре родилось новое научное направление по газодинамическим лазерам, которое при активном участии Г. Г. Шелухина выросло в самостоятельную кафедру «Лазерные системы». В процессе НИР созданы автоматизированные стенды с многоканальной регистрацией параметров, развёрнута загородная экспериментальная база.
Г. Г. Шелухин — автор ряда учебных пособий по теории РДТТ, газодинамическим лазерам, теории активации, нескольких пособий на китайском языке. В его активе свыше 150 статей и более 50 изобретений, среди учеников — 6 докторов и более 50 кандидатов наук.
В 1957—1958 был советником в Пекинском авиационном институте. Неоднократно избирался депутатом районного совета.